# ماريانو سيمون غاريغا
ماريانو سيمون غاريغا (بالإنجليزية: Mariano Simon Garriga)‏ هو كاهن كاثوليكي أمريكي، ولد في 30 مايو 1886، وتوفي في 21 فبراير 1965.